# 马雷马
马雷马是巴西圣卡塔琳娜州的一个市镇。总面积103.616平方公里，总人口2282人，人口密度22人/平方公里。